# Alexandre Azedo
Alexandre Azedo Lacerda (Paraíba), es un arquitecto, escultor y profesor brasileño de la Universidad Federal de Paraíba.

## Obras
Entre las obras de Alexandre Azedo Lacerda se incluyen las siguientes:
- El Cristo Rey de Itaporanga, en Paraíba (pt:Cristo Rei (Itaporanga))
- Memorial a Frei Damião, en Guarabira, Paraíba (pt:Memorial Frei Damião)
- Monumento a Santa Rita de Cássia, (pt:Alto de Santa Rita de Cássia)